# Fear of Music
Fear of Music es el tercer álbum de estudio de la banda de rock estadounidense Talking Heads, lanzado el 3 de agosto de 1979. Fue grabado en distintos lugares de la ciudad de Nueva York entre abril y mayo de 1979 y fue producido por el cuarteto y Brian Eno. El álbum alcanzó el número 21 en el Billboard 200 en los Estados Unidos y alcanzó el número 33 en la lista británica de álbumes. Cuatro canciones fueron lanzadas como singles entre 1979 y 1980: Air, "Life During Wartime", "I Zimbra" y "Cities". El récord recibió certificado de Oro en los Estados Unidos en 1985.
Fear of Music recibió críticas favorables de los críticos que alabaron sus ritmos no convencionales y las actuaciones líricas de David Byrne. El disco es considerado a menudo como uno de los mejores lanzamientos de Talking Heads. Ha aparecido en varias listas de publicaciones de los mejores álbumes de todos los tiempos. El Canal 4 de Gran Bretaña nombró el récord en el número 76 en su cuenta atrás de 2005 de The 100 Greatest Albums. En 2006 fue remasterizado y reeditado con cuatro pistas extra.

## Lista de canciones
Cara A

| N.º | Título                | Duración |  |
| 1.  | «I Zimbra»            | 3:06     |  |
| 2.  | «Mind»                | 4:12     |  |
| 3.  | «Paper»               | 2:36     |  |
| 4.  | «Cities»              | 4:05     |  |
| 5.  | «Life During Wartime» | 3:41     |  |
| 6.  | «Memories Can't Wait» | 3:30     |  |

Cara B

| N.º | Título            | Duración |  |
| 7.  | «Air»             | 3:33     |  |
| 8.  | «Heaven»          | 4:01     |  |
| 9.  | «Animals»         | 3:29     |  |
| 10. | «Electric Guitar» | 2:59     |  |
| 11. | «Drugs»           | 5:13     |  |

Pistas adicionales de la reedición de CD

| N.º | Título                                    | Duración |  |
| 12. | «Dancing for Money»                       | 2:42     |  |
| 13. | «Life During Wartime (Alternate Version)» | 4:07     |  |
| 14. | «Cities (Alternate Version)»              | 5:30     |  |
| 15. | «Mind (Alternate Version)»                | 4:26     |  |